# Rusty Nail
《Rusty Nail》發行於1994年6月10日。是X Japan1994年唯一一張的單曲，之後也收錄在1996年發行的專輯《DAHLIA》中。在Oricon榜上也獲得當周的第一名。
《Rusty Nail》作為1994年日劇君が見えない的主題曲。2008年也被用來作為鈴木汽車鈴木Swift廣告的代言曲。瑞典樂團Dragonland在日版專輯Starfall也收錄了翻唱版本的"Rusty Nail"。
MV部分有1994年以卡通形式的版本，以及2010年在洛杉磯拍攝的新板MV。
B面收錄的是去除人聲演奏版的《Rusty Nail》。

## 曲目
| 曲序 | 曲目                          | 时长 |
| ---- | ----------------------------- | ---- |
| 1.   | Rusty Nail                    | 5:28 |
| 2.   | Rusty Nail (Original Karaoke) | 5:28 |